# أحمد التيفاشي
أبو العباس أحمد بن يوسف بن أحمد بن أبي بكر ابن حمدون، شرف الدين القيسي التيفاشي' عالم معادن وقانون واجتماع وفلك وشاعر عربي، مولولد سنة 580 هـ (1184م) في عهد دولة الموحدين بتيفاش وهي بلدة صغيرة بسوق أهراس، ورد ذكرها في كتاب «الروض المعطار في خبر الأقطار»، وفي عصره كانت تيفاش تابعة لمدينة قفصة التونسية لذلك يكنى في بعض المراجع بالقفصي، كما يكنى بالقيسي وذلك نسبة إلى قبيلته، كان أبوه حاذقاً في حرفة الأحجار الكريمة، وقد تولى منصب القضاء في مدينة مسكانة (المعروفة اليوم بمسكيانة بولاية أم البواقي شرق الجزائر)، وقد ورث التيفاشي عشقه للأحجار والجواهر عن أبيه، إضافة إلى ميله إلى علم الجيولوجيا.

## سيرته
ينسب إلى قبيلة عبس القيسية وإلى مدينة تيفاش وهي بلدة صغيرة بولاية سوق اهراس. اختلفت نسبة المؤلف في المراجع المختلفة فتارة ينسب إلى تيفاش و تارة إلى قفصة و أخرى إلى القاهرة .
ولد سنة 1184م في عهد دولة الموحدين توفي بالقاهرة مصر ودفن بها بمقبرة باب النصر (580-651ه‍). كان والده يشغل منصب القضاء في مدينة مسكانة (المعروفة الآن بمسكيانة بولاية أم البواقي شرق الجزائر)، وعمه يحي بن أحمد التيفاشي كان أديبا وشاعرا مقرب من الحكام والسلاطين.
أُدخِل إلى كُتَابِ قريته، حيث حفظ القرآن الكريم وتعلم مبادئ اللغة العربية. انتقل بعدها مع أسرته إلى مدينة قفصة أين درس أساسا على والده. انتقل إلى جامع الزيتونة بمدينة تونس حيث تتلمذ على علمائه نعرف منهم أبو العباس أحمد بن أبي بكر بن جعفر المقدسي. كما ارتحل إلى مصر وهو دون الرابعة عشر من العمر كما روى ذلك بنفسه. ثم سافر إلى دمشق وبغداد.
رجع إلى قفصة حيث عين قاضيا وهو المنصب الذي كان يشغله أبوه. عزل من منصبه بعد العثور على خمر في داره.

## مصيبة غرق العائلة
يروي عنه المؤرخ ابن العديم في كتابه بغية الطلب في تاريخ حلب (ج 1 / ص 447): «ذكر لي أنه ولد بقفصة من بلاد إفريقية، وأنه خرج وهو صبي، واشتغل بالديار المصرية على شيخنا أبي محمد عبد اللطيف بن يوسف البغدادي، ورحل إلى دمشق وقرأ بها على شيخنا أبي اليمن زيد بن الحسن الكندي، وأحب المقام بها ثم إن نفسه اشتاقت إلى الوطن، فعاد إلى قفصة. ثم إنه حن إلى المشرق وطالبته نفسه بالمقام بدمشق، فباع أملاكه وما يثقل عليه حمله، وأخذ معه أولاده وزوجه وماله، وركب البحر في مركب اتخذه لنفسه، فغرق أهله وأولاده، وخلص بحشاشة نفسه، وخلص عرب برقة بعض متاعه، فخرج معهم متفكراً خوفاً منهم أن يهلكوه بسبب أخذ متاعه، وسبقهم إلى الإسكندرية، وتوصل بعمل مقامة يذكر فيها ما جرى له في طريقه، وعرف الملك الكامل أبو المعالي محمد بن الملك العادل أبي بكر بن أيوب ملك الديار المصرية بذلك فكتب له إلى الإسكندرية بتخليص ماله، فخلص له منه جملة، ثم إنه لما رحل الملك الكامل إلى آمد وافتتحها، توجه إلى دمشق، ومنها إلى حلب، ومنها إلى آمد، فوجد الملك الكامل راجعاً إلى الديار المصرية، فعاد معه إليها، وسكن بها».

## دراسة المعادن
استأنف بعد ذلك رحلاته العلمية، وكان في هذه المرة هدفه الوحيد هو دراسة علم المعادن والحجارة. وفي سبيل ذلك سافر إلى كل من أرمينية وبلاد فارس وتركستان وبلاد ما وراء النهرين والهند وسرنديب واليمن والمغرب والأندلس.
حيث كان يقوم بجولات ميدانية لاستخراجها والبحث عنها ومعاينتها ومحادثة المتخصصين والمهتمين بهذا العلم، فكان يدارسهم يناقشهم ويقوم بالرحلات الميدانية معهم مدونا كل ما يسمعه منهم من أوصافها وعن أماكن تواجدها، كما كان يجالس التجار للتعرف على أثمانها وقيمتها. ودون كل ذلك في كتابه الشهير: أزهار الافكار في جواهر الاحجار.
يقول عن نفسه: «إني امرؤ استنبطت العلوم وحذقت النجوم وطالعت جميع الكتب من العلوم بأسرها على اختلاف أجناسها وأصنافها».
استقر بعدها في مصر وانتصب بها للتدريس حيث تخرج على يده العديد من العلماء. تولى أيضا القضاء كما ولاه الملك الكامل رئاسة دائرة التعدين. قام في مصر بتدوين كتابه الشهير أزهار الأفكار في جواهر الأحجار الذي انتهى من تأليفه عام 1242.

## مؤلفاته
- ازهار الافكار في جواهر الاحجار
- فصل الخطاب في مدارك الحواس الخمس لاولي الالباب
- متعة الاسماع في علم السماع، في الموسيقى
- نزهة الالباب فيما لا يوجد في كتاب

مخطوط رقم :6382 Spr. 1921)) :
كتاب نزهة الألباب فيما لا يوجد في كتاب
عدد أوراقه : 134، وعدد الأسطر في الصفحة :17، وقياس المخطوط : 22 x 16 سم، وقياس الكتابة : 17 x 11 سم. وحالة المخطوط جيدة. والورق : مصفر سميك وبعضه صقيل.
فهرس المخطوطات العربية الطبية لمعالجة الأمراض الجنسية والتناسلية المحفوظة في مكتبة الدولة الألمانية في برلين
- قادمة الجناح في آداب النكاح
- رسالة فيما يحتاج إليه الرجال والنساء في استعمال الباه مما يضر وينفع
- الشفاء في الطلب المسند عن السيد المصطفى (مخطوط الطب المسند عن المصطفى) لأحمد بن يوسف التيفاشي ـ دراسة وتعليق نجوى عثمان ـ، مجلة نهج الإسلام، دمشق 1987.

الشفا في الطب المسند عن السيد المصطفى / أحمد بن يوسف التيفاشي، تحقيق عبد المعطي امين قلعجي. بيروت : دار المعرفة, 1988
- الوافي في الطلب الشافي
- الدرة الفائقة في محاسن الافارقة
- سجع الهديل في أخبار النيل
- تفسير القرآن الكريم
- اب البديع
- كتاب في المسالك
- سرور النفس بمدارك الحواس الخمس لأحمد التيفاشي، تح / د. إحسان عباس، ط / 1- المؤسسة العربية للدراسة – بيروت – س / 1980.

## مواضيع ذات صلة
- قائمة أعلام الجزائريين
- المرجعية الدينية الجزائرية